# Повість про битву на Калці
Повість про битву на Калці — пам'ятник давньоруської літератури, що зберігся у складі літописів, розповідь про перше зіткнення русинів з монголо-татарами в 1223 році.

## Текстологія
Списки Повісті за змістом об'єднуються у дві редакції: повну та коротку. Повна редакція є тільки в пізньому Тверському збірнику, тому дослідники вважали її пізньої, що виникла на основі короткої редакції і доповненої згодом усними переказами. Миколою Водовозовим було проведено звірення всіх відомих списків, яке показало, що повна редакція включає в себе всі подібні й всі різні місця списків короткої редакції. На думку вченого, списки короткої редакції є простим витягом з тексту повної редакції. Вона передувала всім спискам короткої редакції, хоча і потрапила до літопису пізніше їх всіх.
Три короткі версії Повісті містяться в Лаврентіївському, Новгородському першому та Іпатіївському літописах.
У Лаврентіївському літописі міститься коротка редакція Повісті, що включає лише діловий перелік подій. Передбачається, що розповідь про битву на Калці в Лаврентіївському літописі має стосунок до Володимирського великокнязівського літопису 1228 року, до якого внесений з Літописця Переяславля Руського. У Лаврентіївському літописі оповідання перероблені ростовським літописцем. Цей літописець значно скоротив оповідання і додав відомості про Василька Костянтиновича, який зумів уникнути поразки на Калці. Початкова частина розповіді про битву на Калці в Лаврентіївському літописі знаходить точну аналогію в Новгородському першому літописі. Передбачається, що ця частина сходить до рязанського літописання.
У складі Новгородського першого літопису є більш докладний варіант Повісті. В його основі лежить літописне оповідання Південної Русі. На думку Д. Феннелла, це літопис великого князя Київського Мстислава Романовича Старого: для цього варіанту оповідання характерне співчутливе ставлення до великого князя Мстислава Романовича, який не втік з поля бою, але разом зі своїм зятем Андрієм Івановичем і князем Олександром Дубровицьким влаштував на високому березі Калки огорожі з кілків і мужньо оборонявся, поки не був зрадницьки виданий монголо-татарам. Крім того, для тексту характерне різко вороже ставлення до половців і бродників, що природно для літописця Київської Русі. Дмитро Буланін вважав, що сам характер оповідання свідчить проти новгородського походження цієї версії.
Лев Черепнін вважав, що варіант Повісті в складі Іпатіївського літопису спочатку існував як самостійний текст. На думку Д. Феннелла, це, скоріше всього, чернігівське джерело, створене незалежно від варіантів Лаврентіївського та Новгородського першого літопису. Повторювані свідчення пояснюються більш пізніми вставками західноруського походження, зробленими з метою прославити нащадків князя Романа Галицького.
У пізніших літописних зводах Повість являє собою різні комбінації відомостей, створених на основі трьох початкових версій. До особливого джерела сходять деякі «надлишкові» свідчення, що знаходяться у зводі 1448 року — протографі Софійського першого та Новгородського четвертого літопису. Анатолій Еммауський зводить ці звістки до київського літопису — джерела Повісті в складі Новгородського першого літопису. Д. Феннелл припускав їх смоленське походження.

## Зміст
Повість докладно викладає хід подій. Причиною поразки князів роздробленої Київської Русі автор вбачає у відсутності згоди і єдності князів.
Про появу монголо-татар повідомляється: «З'явилися народи, яких ніхто як слід не знає, хто вони, звідки прийшли, яка мова їх, і якого вони племені, якої віри, і звати їх — татари, а інші кажуть — таумени, а інші називають їх печенігами». Автор Повісті посилається на філософсько-історичну працю «Одкровення» Методія Патарського (створений у Візантії в VII столітті). На його основі здійснено релігійно-моралістичне трактування події: прихід «мови незнаємої» вважається наслідком потурання Божого «гріха заради наших», ознакою кінця світу.
Повна редакція Повісті в ідейному і художньому відношенні являє собою цілісний єдиний літературний твір, хоча і відрізняється за формою від звичайних літописних повістей. Передбачається, що вона вийшла з дружинного середовища і написана учасником битви. В ідейному відношенні близька до «Слова о полку Ігоревім». В обох літературних працях основною думкою є засудження ворожнечі князів. Єдиним виходом бачиться об'єднання Русі навколо київського великого князя, що уособлював минулу велич Київської Русі й надію на майбутнє.

## Розповідь про Олешка Поповича
У зводі 1448 року містилася вставка, що повідомляє про загибель на Калці 70 «богатирів» на чолі з Олешком Поповичем, який часто вважається прообразом билинного Олешка Поповича. Докладна розповідь про Олешка Поповича читається в Тверському збірнику, в тій частині, яка являє собою звід 1534 року. Вставка до Повісті була зроблена не раніше XV століття і збереглася в пізніших літописних зводах.
Олешко Попович був одним з «богатирів» великого князя владимирського Всеволода Юрійовича Велике Гніздо. Після смерті останнього він служив його старшому синові Костянтину і, за словами автора Повісті, зіграв вирішальну роль в усобиці синів Всеволода, Костянтина і Юрія, забезпечивши Костянтину перемогу в Липицькій битві. Коли через два роки він помер, Олешко Попович мав служити Юрію. Але, побоюючись помсти за поразку в Липицькій битві, Олешко звернувся до всіх інших «богатирів» Київської Русі із закликом не служити окремим руським князям, постійно ворогуючих між собою, а перейти на службу до єдиного київського князя, як старшому, і служити, таким чином, усій Київській Русі. Всі «богатирі» Київської Русі погодилися і, залишивши своїх князів, переїхали до київського князя Мстислава Романовича. Мстислав загордився цим і нахвалявся: «Дондеже єсмь на Києві, то за Яїко, і за Понтійське море, і по річку Дунай шаблі не махивати». Літописець пояснює поразки на Калці «гордістю» і «високорозумом» руських князів, у зв'язку з чим наводить розповідь про Олешка та його слуги Торопе. Як би в покарання за гординю Мстислава і князівську незгоду в 1223 році на Русі з'явилися татари, і всі русини «хоробрі» разом з Олешком Поповичем було вбито в битві на Калці.
Повідомлення про загибель у битві на Калці Олешка і 70 інших «богатирів» знаходить підтвердження у билині про те, як на Русі перевелися богатирі. Всеволод Міллер вважав, що переказ про Олешка має історичну основу. Дмитро Лихачов, навпаки, вважав, що повна редакція Повісті у Тверському літопису являє собою пізню контамінацію місцевих ростовських народних переказів про богатиря Альошу Поповича з текстом більш ранньої короткої редакції літописної Повісті. Відгомони цих усних переказів не становили єдиного цілого, вони увійшли в писемність в різний час, а потім з різних джерел були запозичені до Тверського збірника. На думку Буланіна, розповідь про Олешка Поповича має фольклорне походження і вставлено в літопис з ростовського джерела, оскільки згадує місцеві ростовські урочища.

## Видання
- Полное собрание русских летописей. — СПб., 1863. — Т. 15. — Стб. 335—343 (репринт: М., 1965); СПб. 1908. — Т. 2. — 2-е изд. — Стб. 740—745 (репринт: М., 1962); Л., 1925. — Т. 5. — Вып. 1. — 2-е изд. — С. 202—207; Л., 1926. — Т. 1. — Вып. 1. — 2-е изд. — Стб. 445—447 (репринт: М., 1961); Новгородская первая летопись старшего и младшего изводов. — М.; Л., 1950. — С. 61—63;
- Памятники литературы Древней Руси. — XIII век. — М., 1981. — С. 132—135, 148—161;
- За землю Русскую! Памятники литературы Древней Руси XI—XV вв. — М., 1981. — С. 130—137.